# The Social Secretary (film 1916)
The Social Secretary è un film muto del 1916 diretto da John Emerson che aveva come assistente alla regia Erich von Stroheim. Il film, sceneggiato dallo stesso regista e dalla moglie Anita Loos, una delle più brillanti sceneggiatrici di Hollywood, fu prodotto da D.W. Griffith.

## Trama
Mayme è così graziosa e affascinante che tutti i suoi datori di lavoro non la lasciano in pace e la corteggiano. Lei, allora, decide di andare a lavorare per una donna e si impiega come segretaria dalla signora Von Puyster. In ogni caso, Mayme si imbruttisce il più possibile e si veste come una matura zitella così da evitare ogni eventuale coinvolgimento romantico con lo scapestrato figlio della signora Von Puyster, Jimmie. Per rendersi utile alla sua padrona, Mayme conduce sulla retta via Jimmie e salva Elsie, l'altra figlia, da un cacciatore di dote. Jimmie, intanto, si è reso conto che la segretaria non è poi così racchia come vuol far credere. Dopo averla vista come effettivamente è, il giovanotto la chiede in moglie. La signora Von Puyster si dichiara felicissima di perdere la segretaria pur di poter acquisire una nuora così brava.

## Produzione
Il film fu prodotto dalla Fine Arts Film Company.

## Distribuzione
Distribuito dalla Triangle Distributing, il film uscì nelle sale cinematografiche USA il 17 settembre 1916. Venne rieditato e ridistribuito negli Stati Uniti nel 1924. Copie della pellicola sono conservate negli archivi della Library of Congress, in quelli dell'International Museum of Photography and Film at George Eastman House, dell'UCLA Film and Television Archive, del National Film and Television Archive of the British Film Institute, della Cinemateca do Museo de Arte Moderna, Rio de Janeiro e del Film Preservation Associates.